# Gammelbo-Lars Andersson
Gammelbo-Lars Andersson, född 2 februari 1820 i Bergsjö församling, Gävleborgs län, död 27 oktober 1907 i Bergsjö församling, Gävleborgs län, var en svensk fiolspelman. Han bodde i Gammelbodarna, Bergsjö socken och var av gammal spelmanssläkt. Han hade delvis en äldre typ av repertoar med polonäsbetonade låtar, men även en del nyare valser. Dessa låtar är upptecknade av sonsonen Helmer Larsson, efter sonen Lars-Olof Larsson.